# Mikrokomedon
Jako mikrokomedony se označují první známky zánětu na kůži, které ještě nejsou viditelné okem. Jsou většinou způsobeny zvýšenou tvorbu mazu. Mazový kanálek se zúží a ucpe množstvím odumřelých kožních buněk a pokud se zde hromadí další odumřelé buňky, dochází k přeměně z mikrokomedonu na otevřený nebo uzavřený komedon.

## Rizikové skupiny
Tvorba mikrokomedonů a akné obecně postihuje hlavně lidi v období dospívání a přestává okolo 25. roku života. Muži jsou nejvíce postihováni v období 16–19 let, ženy v období 14–17 let. Akné často u žen přetrvává až do 40. roku života.

## Výskyt
Mikrokomedony můžeme nalézt po celém těle, nejvíce se vyskytují na obličeji, horní části zad a hrudníku. 

## Prevence
Základem prevence je správná hygiena. Zvláštní pozornost by se měla věnovat obličeji, který je nejvíce náchylný k tvorbě mikrokomedonů a akné obecně. Při závažnějších stavech je dobré vyhledat pomoc na dermatologii nebo kosmetickou pomoc.

## Léčba
Pro léčbu prvotních mikrokomedonů se používají lokální retinoidy (tretinoin, adapalen, isotretinoin, tazaroten), které se dnes považují za základ léčby všech druhů akné.
V minulosti proběhl výzkum, který se zaměřil na léčbu tretinoiny a zúčastnilo se ho 15 dobrovolníků. Každý den, po dobu 12 týdnů, si na jednu část obličeje aplikovali krém s 0,1% obsahem tretinoinu. Po 6 týdnech se počet mikrokomedonů snížil o zhruba 50% a na konci studie se jejich počet redukoval až o 80%. 